# Осмели се да ме забравиш
„Осмели се да ме забравиш“ (на испански: Atrévete a olvidarme) е мексиканска теленовела, създадена от Марта Карийо, Роберто Ернандес Васкес и Марта Олайс, режисирана от Алберто Кортес и продуцирана от Роберто Ернандес Васкес за Телевиса през 2001 г.
В главните роли са Хорхе Салинас и Адриана Фонсека, а в отрицателните - Алексис Аяла, Мариана Сеоане и Хосе Карлос Руис. Специално участие взема първият актьор Игнасио Лопес Тарсо.

## Сюжет
Преди години, Гонсало Ривас-Монтаньо има връзка с Олга Бокер, но когато се запознава със сестра ѝ, Елена, се влюбва в нея. Въпреки това, отмъщението на Олга се осъществява – разделя Гонсало и Елена, а също така и да настрои всички срещу сестра си. Скоро след това Елена умира, оставяйки съсипан Гонсало. В крайна сметка, той се жени за Олга и им се ражда дъщеря, Хана.
Минават години, Андреа Росалес е млада и благородна девойка, която живее в малкото миньорско селце Реал дел Монте. В началото на историята, Андреа и напът да се омъжи за Мануел Сото, красив мъж, който работи като минен инженер, но в селото пристига Даниел Гонсалес Ривас-Монтаньо, амбициозен млад журналист, чиято цел е да намери дядо си, дон Гонсало Ривас-Монтаньо, който не знае за съществуването на внука си. Причината за това е майката на Даниел, Хана Ривас-Монтаньо Бокер де Гонсалес, която мрази баща си и го обвинява за самоубийството на майка ѝ. Даниел се запознава с Андреа и двамата се влюбват, затова Андреа разваля годежа си с Мануел. За много от селяните, тяхната любовна история напомня тази на Гонсало и Елена, и изглежда, че историята е напът да се повтори.

## Актьори
Част от актьорския състав:
- Хорхе Салинас – Даниел Гонсалес Ривас-Монтаньо
- Адриана Фонсека – Андреа Росалес
- Алексис Аяла – Мануел Сото Кастаниеда
- Мариана Сеоане – Ернестина Сото Кастаниеда
- Игнасио Лопес Тарсо – дон Гонсало Ривас-Монтаньо
- Хосе Карлос Руис – Сесилио Рабадан
- Ана Мартин – Сабина
- Макария – Хана Ривас-Монтаньо Бокер де Гонсалес
- Алехандра Барос – Олга Бокер де Ривас-Монтаньо
- Ребека Тамес – Елена Бокер
- Патрисия Мартинес – Рефухио
- Кета Лават – Фидела
- Едгар Понсе – Сориано
- Луис Рейносо – Мелесио
- Алберто Естрея – Гонсало Ривас-Монтаньо (млад)
- Даниела Аедо – Андреа Росалес (дете)

## Премиера
Премиерата на Осмели се да ме забравиш е на 6 август 2001 г. по Canal de las Estrellas. Тъй като теленовелата е обявена за пълен провал, последният епизод е излъчен 5 седмици по-късно, на 7 септември 2001 г.